# La Stazione
La Stazione (prononciation italienne : prononcé : [la statˈtsjone], « La Station ») est un restaurant italien et une ancienne gare, situé à New Paltz, village du Comté de L'Ulster, New York. Le bâtiment est le premier construit des deux gares de New Platz, et c'est la seule ancienne gare de la voie ferrée de la Wallkill Valley encore dans sa localisation d'origine.
Après un long débat public cherchant à déterminer pour savoir où se trouverait la gare, à l'est ou à l'ouest de la rivière Wallkill,  elle a été construite sur la rive est, dans le village de New Platz. La ligne de train a été inaugurée lors d'une grande cérémonie, le 20 décembre 1870.  Dix ans plus tard, la gare était devenue un point de départ très connu de beaucoup de vacanciers, et même de deux présidents américains, pour l'hôtel Mohonk Mountain House. À la fin du XIXe siècle, plus d'une douzaine de diligences ont circulé quotidiennement entre la gare et Mohonk.
La gare a été complètement détruite par le feu en 1907, et reconstruite la même année. Le développement de l'automobile a causé la fin du transport de passagers par le train en 1937. En 1959, la gare a été complètement fermée puis vendue. Le bâtiment était dans un tel état avant les années 1980 qu'il a été presque entièrement démoli, et les restes ont été démontés et vendus en morceaux en 1984. Cependant, la gare a évité la démolition complète et a été rénovée en 1988. Elle est devenue une agence immobilière, et la ligne ferroviaire de la vallée de Wallhill a été ouverte cinq ans plus tard. En 1999, la gare est devenue un restaurant italien et porte depuis son nom actuel, La Stazione. Le bâtiment s'est agrandi en 2003 et a servi de lieu en 2008, pour le tournage d'une scène de film de gangsters. 

## Plan et construction

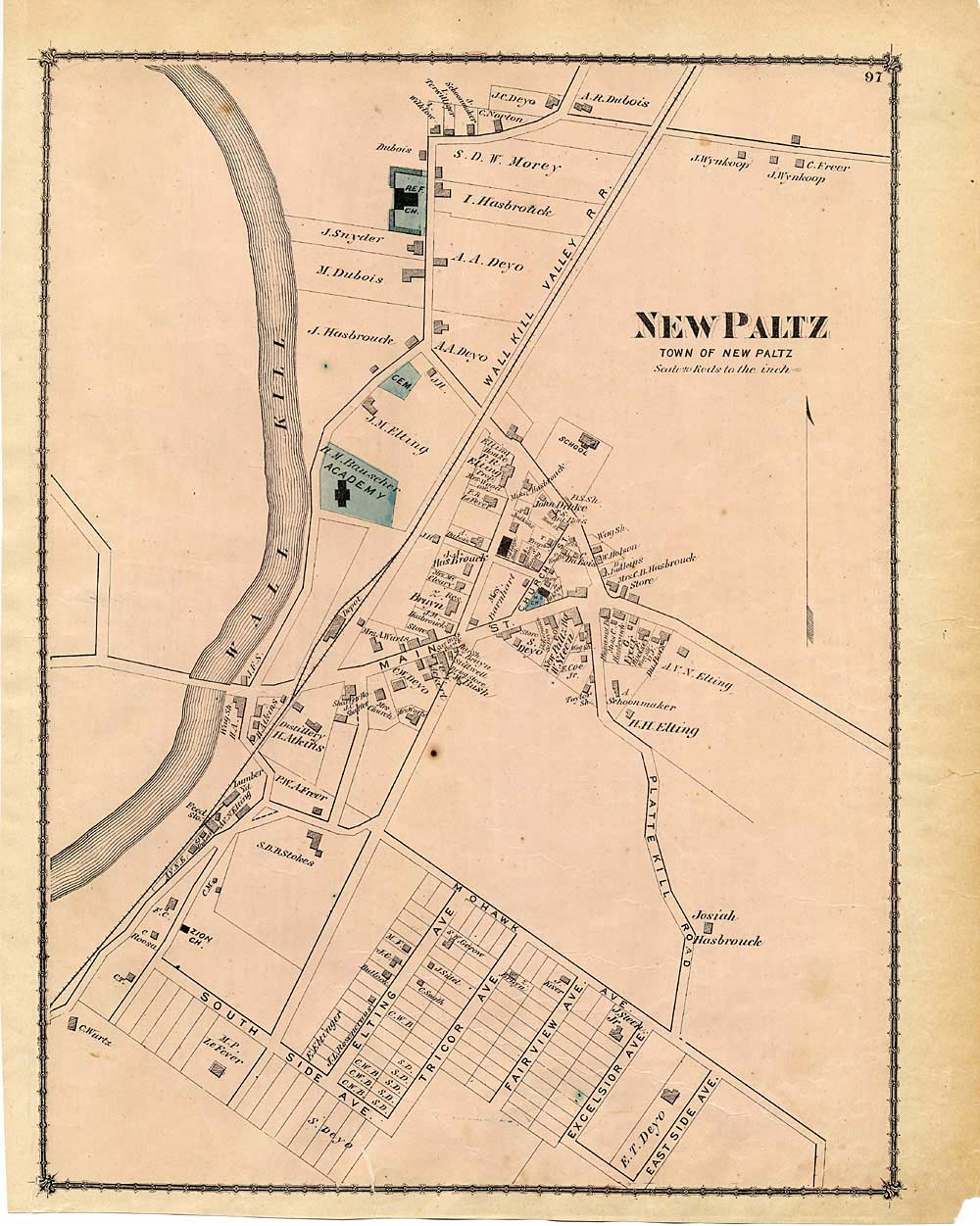
Cette carte de 1875 montre le dépôt ferroviaire nouvellement construit dans le village, à l'est de la Rivière Wallkill.

En février 1864, des plans étaient prévus pour prolonger le tracé du Chemin de fer de la Vallée de Wallkill proposé entre les villes de Shawangunk et New Paltz. En mars de cette année, une étude de génie civil a été entreprise pour déterminer un itinéraire possible et le coût de tels travaux. La proposition a suscité la controverse sur la position de la ligne ferroviaire à l'est ou à l'ouest de la rivière Wallhill. La ligne passant à l'ouest était de 30 m plus courte, tandis que celle à l'est couterait 25 000 $ de plus. Cependant, il a été estimé que le choix du chemin de fer passant par l'est aurait un meilleur impact économique sur New Platz, ce qui compenserait la dépense supplémentaire,. Relier la nouvelle ligne de chemin de fer au ville de New platz a coûté 123 000 $, et a été terminé en janvier 1869. Le chemin de fer de la vallée de Wallhill fut la première ligne du Comté d'Ulster (New York) , et a été érigé comme un remède à l'isolement du reste du monde industrialisé de la région.

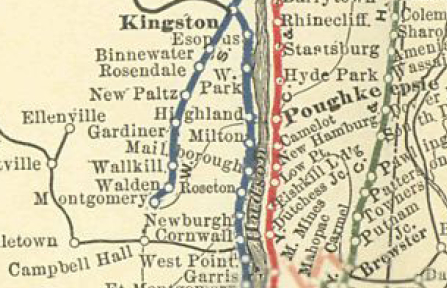
La ligne de chemin de fer initiale, de Montgomery à Kingston.

En novembre 1869, le dépôt ferroviaire Gardiner, au sud de New Paltz, a été officiellement ouvert par le président du chemin de fer, Floyd McKinstry. La gare a immédiatement connu un trafic important.,,. Une seconde gare a été construite dans le hameau de Forest Glen, dans le nord de Gardiner. La compagnie de chemin de fer se devait de commencer la construction à New Platz, le 18 mai 1870 et les travaux commencèrent dc jour là. La conception comprenait des salles pour les bagages, des espaces pour le fret, ainsi qu'un réservoir d'eau et une salle des machines. La gare avait deux salles d'attente tandis que les autres de la vallée de Wallhill n'en avaient qu'une. La gare de New Paltz, comme les autres stations de Vallée de Wallkill, a été conçue sur « un modèle standard ... plutôt que conçue par des architectes individuels »..

## Sources de traduction
- (en) Cet article est partiellement ou en totalité issu de l’article de Wikipédia en anglais intitulé « La Stazione » (voir la liste des auteurs).